# Бразилія на літніх Олімпійських іграх 2012
Бразилію на літніх Олімпійських іграх 2012 представляло 258 спортсменів.

## Нагороди
| Медаль | Спортсмен | Вид спорту           | Дисципліна                    | Дата   |
| ------ | --- | -------------------- | ----------------------------- | ------ |
| Золото | Сара Менезес | Дзюдо                | Жінки, 48 кг                  | 28 Лип |
| Золото | Артур Занетті | Спортивна гімнастика | Чоловіки, кільця              | 6 Сер  |
| Золото | Фабіана Клаудіно (капітан) Дані Лінс Паула Пекуено Аденізія да Сілва Таїса Менезес Жаклін Карвалью Фернанда Феррейра Тандара Кайшета Наталія Перейра Шейла Кастро Фабіана де Олівейра Фернанда Гарай | Волейбол             | жінки                         |        |
| Срібло | Тьягу Перейра | Плавання             | Чоловіки, 400 м комплекс      | 28 Лип |
| Срібло | Есківа Фалькао Флорентіно | Бокс                 | чоловіки, 75 кг               |        |
| Срібло | Емануель Регу Алісон Серутті | Пляжний волейбол     | чоловіки                      |        |
| Бронза | Феліпе Кітадаї | Дзюдо                | Чоловіки, 60 кг               | 28 Лип |
| Бронза | Майра Агіяр | Дзюдо                | Жінки, 78 кг                  | 2 Сер  |
| Бронза | Рафаель Сілва | Дзюдо                | Чоловіки, понад 100 кг        | 3 Сер  |
| Бронза | Сезар Сьєлу | Плавання             | Чоловіки, 50 м вільним стилем | 3 Сер  |
| Бронза | Роберт Шейдт Бруно Прада | Вітрильний спорт     | Клас «Зірковий»               | 5 Сер  |
| Бронза | Яне Маркеш | Сучасне п'ятиборство | жінки                         |        |
| Бронза | Адріана Араужо | Бокс                 | жінки, 60 кг                  |        |
| Бронза | Ямагучі Фалькао Флорентіно | Бокс                 | чоловіки, 81 кг               |        |
| Бронза | Жуліанна да Сілва Ларісса Франса | Пляжний волейбол     | жінки                         |        |

## Академічне веслування
Чоловіки
| Спортсмени       | Дисципліна | Відбіркові заїзди | Відбіркові заїзди | Втішний заїзд | Втішний заїзд | Чвертьфінали | Чвертьфінали | Півфінали | Півфінали | Фінал   | Фінал |
| Спортсмени       | Дисципліна | Час               | Місце             | Час           | Місце         | Час          | Місце        | Час       | Місце     | Час     | Місце |
| ---------------- | ---------- | ----------------- | ----------------- | ------------- | ------------- | ------------ | ------------ | --------- | --------- | ------- | ----- |
| Андерсон Ночетті | Одиночки   | 7:03.78           | 4                 | 7:07:17       | 1             | 7:17.37      | 6            | 7:54.18   | 5         | 7:25.03 | 19    |

Жінки
| Спортсмени                       | Дисципліна               | Відбіркові заїзди | Відбіркові заїзди | Втішний заїзд | Втішний заїзд | Чвертьфінали | Чвертьфінали | Півфінали | Півфінали | Фінал   | Фінал |
| Спортсмени                       | Дисципліна               | Час               | Місце             | Час           | Місце         | Час          | Місце        | Час       | Місце     | Час     | Місце |
| -------------------------------- | ------------------------ | ----------------- | ----------------- | ------------- | ------------- | ------------ | ------------ | --------- | --------- | ------- | ----- |
| Кіссья да Коста                  | Одиночки                 | 8:07.75           | 4                 | Н/Д           | Н/Д           | 8:12.85      | 6            | 8:01.64   | 2         | DNS     | 18    |
| Луана де Ассіс Фабіана Бельтраме | Парні двійки, легка вага | 7:34.37           | 6                 | 7:27:46       | 4             | Н/Д          | Н/Д          | Н/Д       | Н/Д       | 7:41.43 | 13    |